# Desmond Robinson
Desmond Robinson (nascido em 30 de dezembro de 1927) é um ex-ciclista britânico. Defendeu as cores do Reino Unido em duas provas nos Jogos Olímpicos de Helsinque 1952.